# Аппер-Голловей (станція)
51°33′50″ пн. ш. 0°07′47″ зх. д. / 51.5638° пн. ш. 0.1298° зх. д.
Аппер-Голловей (англ. Upper Holloway) — станція London Overground лінії Госпел-Оук — Баркінг, розташована у районі Аппер-Голловей у 2-й тарифній зоні, між станціями Госпел-Оук та Кроуч-гілл, за 4.8 км від Сент-Панкрас. В 2019 році пасажирообіг станції — 1.088 млн осіб.
Конструкція станції: наземна відкрита з двома прямими береговими платформами.

## Пересадки
- на автобуси London Buses маршрутів: 17, 43, 263, 271 та нічний маршрут N41
- на метростанцію Арчвей